# Futbol a Bolívia

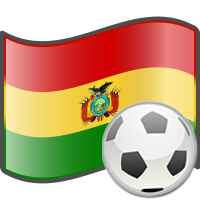

El futbol a Bolívia es refereix a la història i la realitat actual de la pràctica d'aquest esport a Bolívia. Es tracta de l'esport més popular al país, amb més de 2.000 equips de futbol.

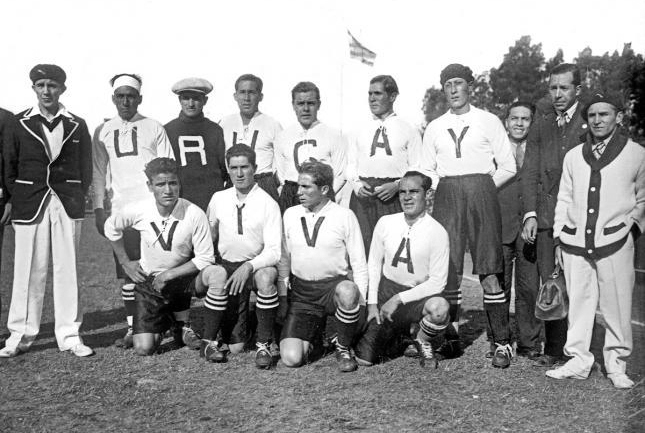
Selecció de Bolívia el 1930.

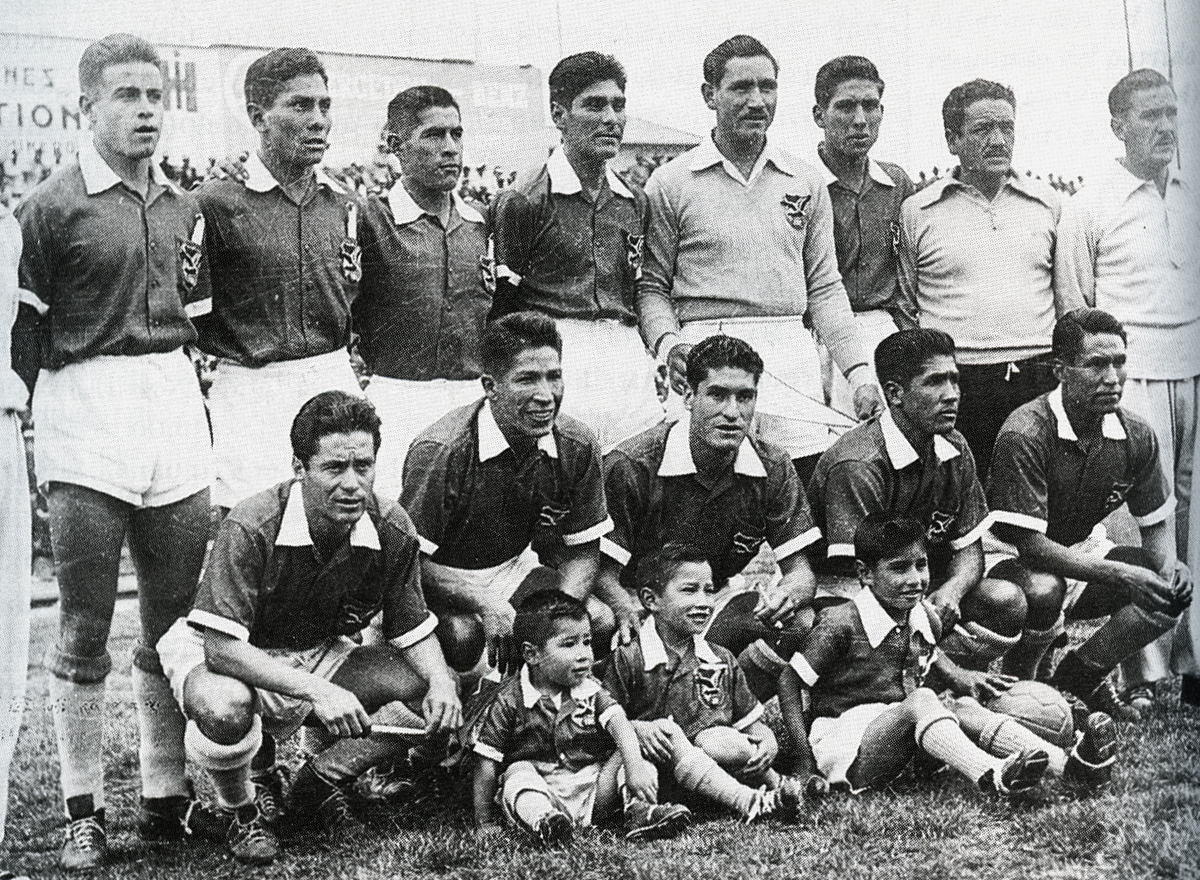
Selecció de Bolívia el 1930.

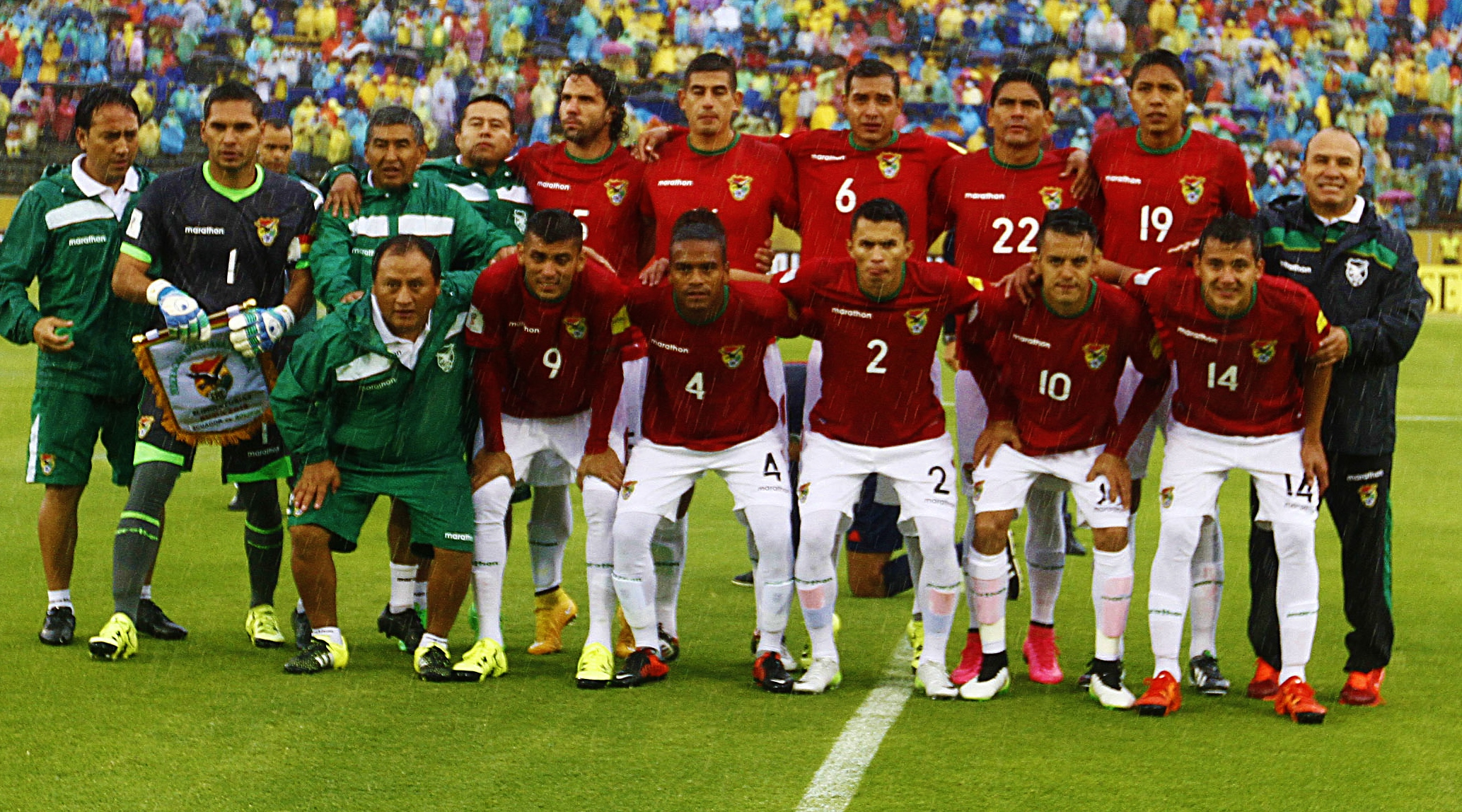
Selecció de Bolívia el 2015.

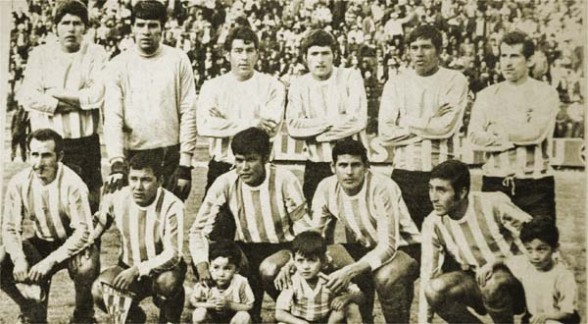
Mariscal Santa Cruz el 1970.

## Història
El futbol entra a Bolívia amb el ferrocarril, a partir de 1896. El primer club fou l'Oruro Royal, fundat el 26 de maig de 1896.
L'any 1911, la Prefectura del Departament de La Paz organitzà la primera competició de futbol del país. Fou anomenada Copa Prefectural. Hi foren convidats els primers equips representatius del futbol bolivià i The Strongest en fou el campió.
El 22 de febrer de 1914 es fundà la La Paz Foot-Ball Association. Aquest fou el primer organisme futbolístic organitzat del país. En fou el primer president Max de la Vega. El 12 de setembre de 1925 es creà la Federació Boliviana de Futbol. La lliga de La Paz fou la competició més important del país fins a l'any 1954, en què es transformà en el Torneo Integrado, amb equips de La Paz, Cochabamba i Oruro, i el 1958 en Torneo Nacional, amb representants de tot el país.
Pel que fa als clubs, a la ciutat del La Paz destacaren The Strongest (1908), Bolívar (1925), Club Colegio Militar, Club Ferroviario, Nimbles Sport Club i Club Ayacucho. A la resta del país destacaren clubs com San José (1942), Blooming (1946), Wilstermann (1947), Destroyers (1948), Oriente Petrolero (1955), Guabirá (1962) o Real Santa Cruz (1962).

## Competicions
- Campionat bolivià de futbol
- Copa Simón Bolívar
- Campionat de La Paz de futbol
- Torneo Nacional de Fútbol de Bolívia
- Copa Bolívia
- Copa Aerosur

## Principals clubs
- Club The Strongest (La Paz)
- Club Bolívar (La Paz)
- Always Ready Fútbol Club (La Paz)
- Club Deportivo Chaco Petrolero (La Paz)
- Club Deportivo Litoral (La Paz)
- La Paz Fútbol Club (La Paz)
- Club Mariscal Braun (La Paz)
- Club Universitario San Francisco Xavier (Sucre)
- Club Independiente Petrolero (Sucre)
- Club San José (Oruro)
- Club Aurora (Cochabamba)
- Club Jorge Wilstermann (Cochabamba)
- Club Social, Cultural y Deportivo Blooming (Santa Cruz)
- Club Destroyers (Santa Cruz)
- Club Deportivo Oriente Petrolero (Santa Cruz)
- Club Real Santa Cruz (Santa Cruz)
- Club Bamin Real Potosí (Potosí)
- Club Unión Central (Tarija)
- Municipal Real Mamoré (Trinidad)
- Club Guabirá (Montero)

## Jugadors destacats
Fonts:
Des de 1930
- Mario Alborta
- Jesús Bermúdez

Des de 1940
- Vicente Arraya
- José Bustamante
- Alberto Figueroa de Acha

Des de 1950
- Máximo Alcócer
- Víctor Agustín Ugarte

Des de 1960
- Ramiro Blacut
- Wilfredo Camacho
- José Issa

Des de 1970
- Carlos Aragonés
- Ovidio Messa

Des de 1980
- Carlos Fernando Borja
- José Milton Melgar
- William Ramallo
- Erwin Romero

Des de 1990
- Julio Baldivieso
- Ramiro Castillo
- Luis Héctor Cristaldo
- Marco Antonio Etcheverry
- Juan Manuel Peña
- Gustavo Quinteros
- Miguel Rimba
- Erwin 'Platiní' Sánchez
- Marco Sandy
- Carlos Trucco

Des de 2000
- Joaquín Botero
- Jaime Moreno
- Óscar Carmelo Sánchez

Des de 2010
- Marcelo Moreno Martins
- Ronald Raldes

## Principals estadis

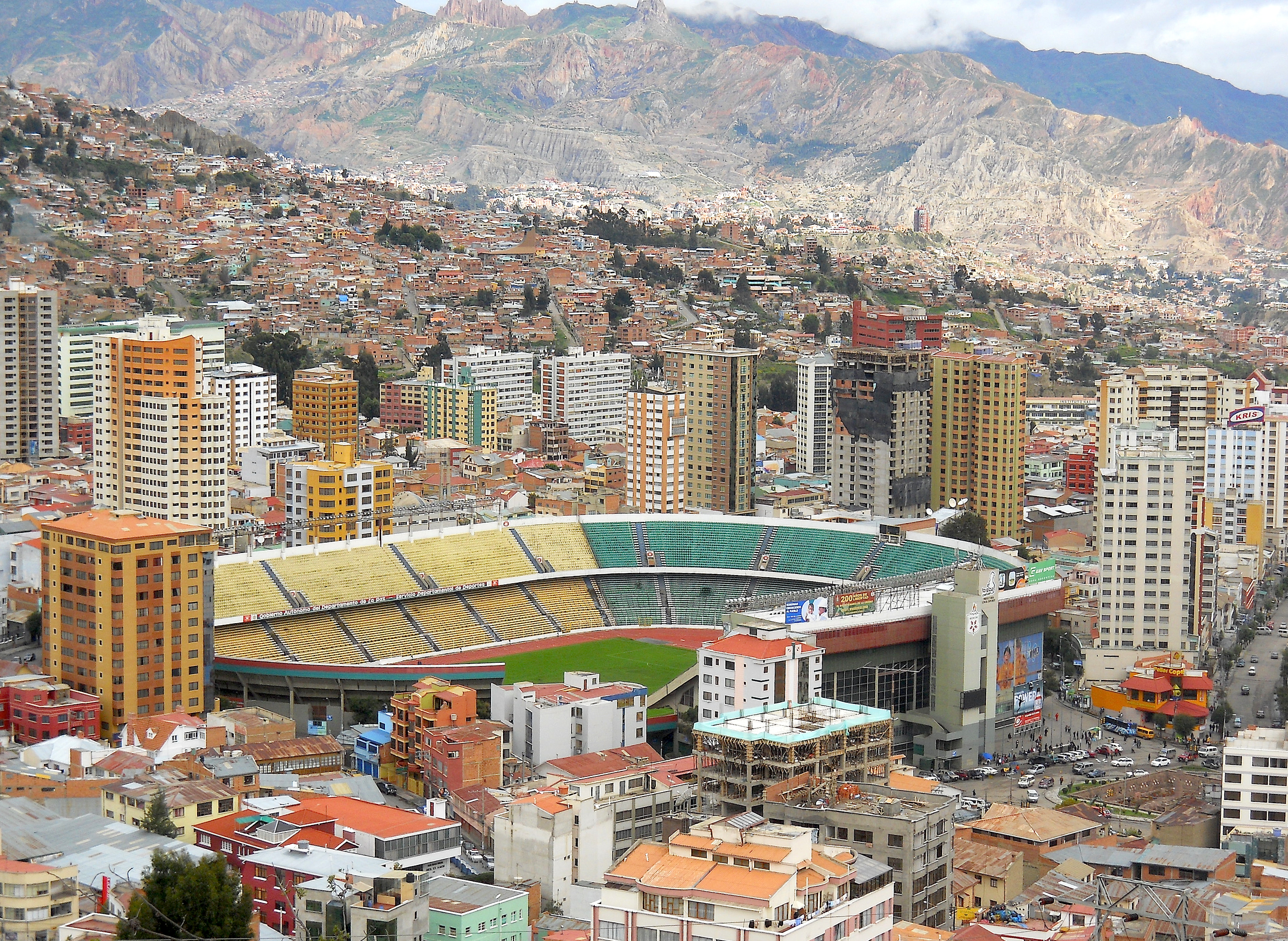
Estadi Hernando Siles.

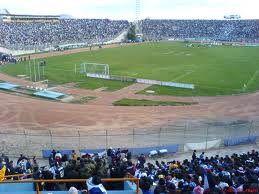
Estadi Jesús Bermúdez.

| # | Estadi                         | Capacitat | Ciutat                  |
| - | ------------------------------ | --------- | ----------------------- |
| 1 | Estadi Hernando Siles          | 41.143    | La Paz                  |
| 2 | Estadi Ramón Tahuichi Aguilera | 35.000    | Santa Cruz de la Sierra |
| 3 | Estadi Jesús Bermúdez          | 33.795    | Oruro                   |
| 4 | Estadi Víctor Agustín Ugarte   | 32.105    | Potosí                  |
| 5 | Estadi Félix Capriles          | 32.000    | Cochabamba              |
| 6 | Estadi Olímpico Patria         | 30.700    | Sucre                   |
| 7 | Estadi IV Centenario           | 15.000    | Tarija                  |
| 8 | Estadi Gilberto Parada         | 13.000    | Montero                 |
| 9 | Estadi Gran Mamoré             | 12.000    | Trinidad                |